# Bombay (macska)
A Bombay macska a házimacska rövid szőrű fajtája.
A bombayok fényes, tömör fekete macskák, izmos felépítésűek, és jellegzetes nagy, fényes réz-arany szemük van. A fajta nevét az indiai Bombay városról (Mumbai) kapta, utalva az indiai fekete leopárd élőhelyére.
A Bombay fajtának két különböző változata létezik; az amerikai Bombay és a brit Bombay. Az amerikai típusú Bombay-kat sable amerikai burmai és fekete amerikai rövidszőrű macskák keresztezésével fejlesztették ki, hogy főként burmai típusú macskát hozzanak létre, de karcsú, párducszerű fekete szőrrel, réz-arany szemekkel. A brit típusú Bombay egy fekete színű ázsiai önmacska, amely az ázsiai csoport, az európai burmai és csincsilla perzsa keresztezések csoportja. A brit típusú Bombay az európai burmai és fekete rövidszőrű házimacskák három helytelen párosításából származik.
Mindkét típusú Bombay macskát a tenyésztők szelektíven tenyésztik, és több nagyobb macskatenyésztő és tenyésztő szervezetben is törzskönyvezték. Más hivatalosan elismert macskafajtákhoz hasonlóan a „Bombay” kifejezést csak az ebbe a fajtához tartozó macskákra értjük, amelyek definíció szerint minden ismert és hivatalosan bejegyzett felmenővel rendelkező fajtatiszta macska, más néven a macska törzskönyve vagy „papírmunka”.

## Története
A fajtát Nikki Horner, a Kentucky állambeli Louisville-ből származó tenyésztő fejlesztette ki, aki 1958-tól kezdve egy miniatűr fekete párducra emlékeztető macskafajtát próbált létrehozni.Az első próbálkozás kudarcot vallott, de a második, 1965-ben sikeres volt. A fajtát a Macskabarátok Szövetsége 1970-ben és a International Cat Association 1979-ben hivatalosan elismerte és bejegyezte.

## Kinézet

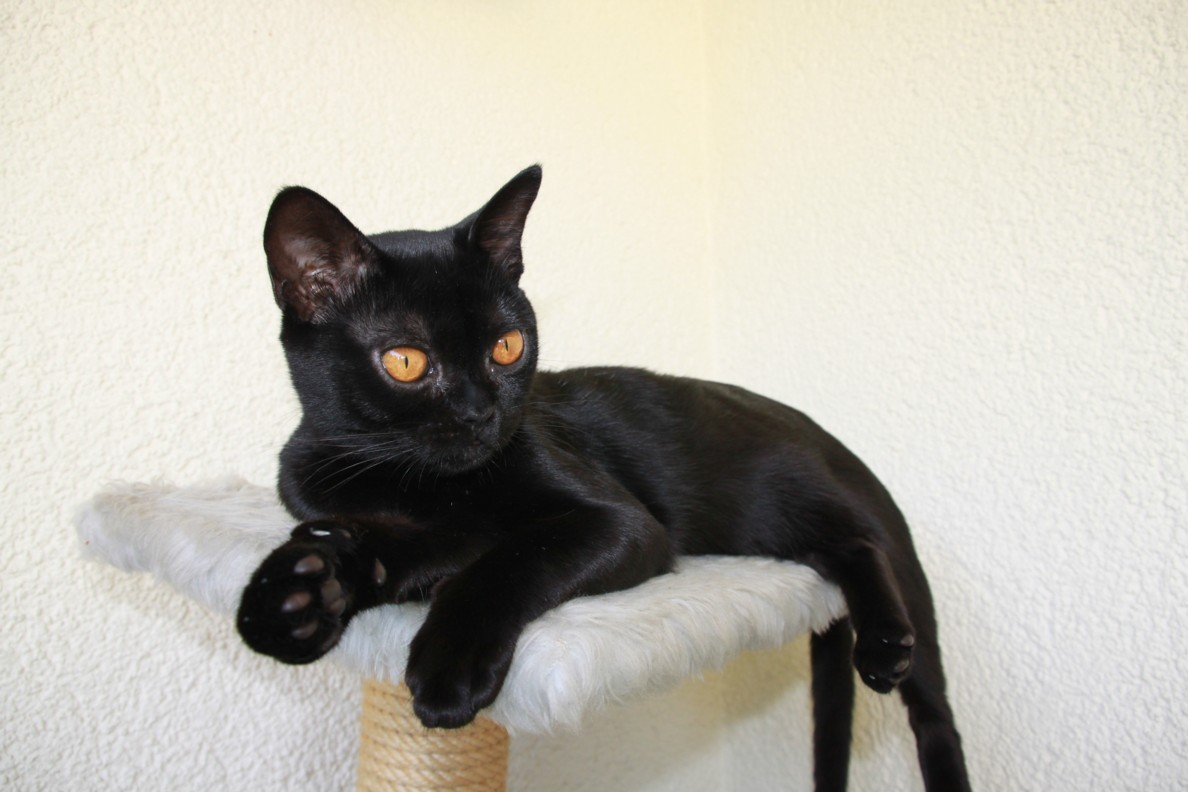
Fekvő felnőtt Bombay macska

A Bombayt úgy írják le, mint „lakkbőr kölyök új filléres szemekkel”. A Bombay egy rövid szőrű házimacskafajta, amely közeli rokonságban áll  a burmaiakkal. A bombayi macskákra jellemző, hogy teljesen fekete szőrük van, beleértve a bajuszukat, és fekete bőrük, beleértve a talpat, az orrbőrt és a szájat. Az érett macskák szorosan fekvő, sima és fényes fekete szőrzete a gyökerekig színezett, sápadtság nélkül (kivételek megszokottek a 2 évnél fiatalabb fiatal macskáknál). A szemek mindig réz-arany színűek, a zöld szemek nem megszokottak.

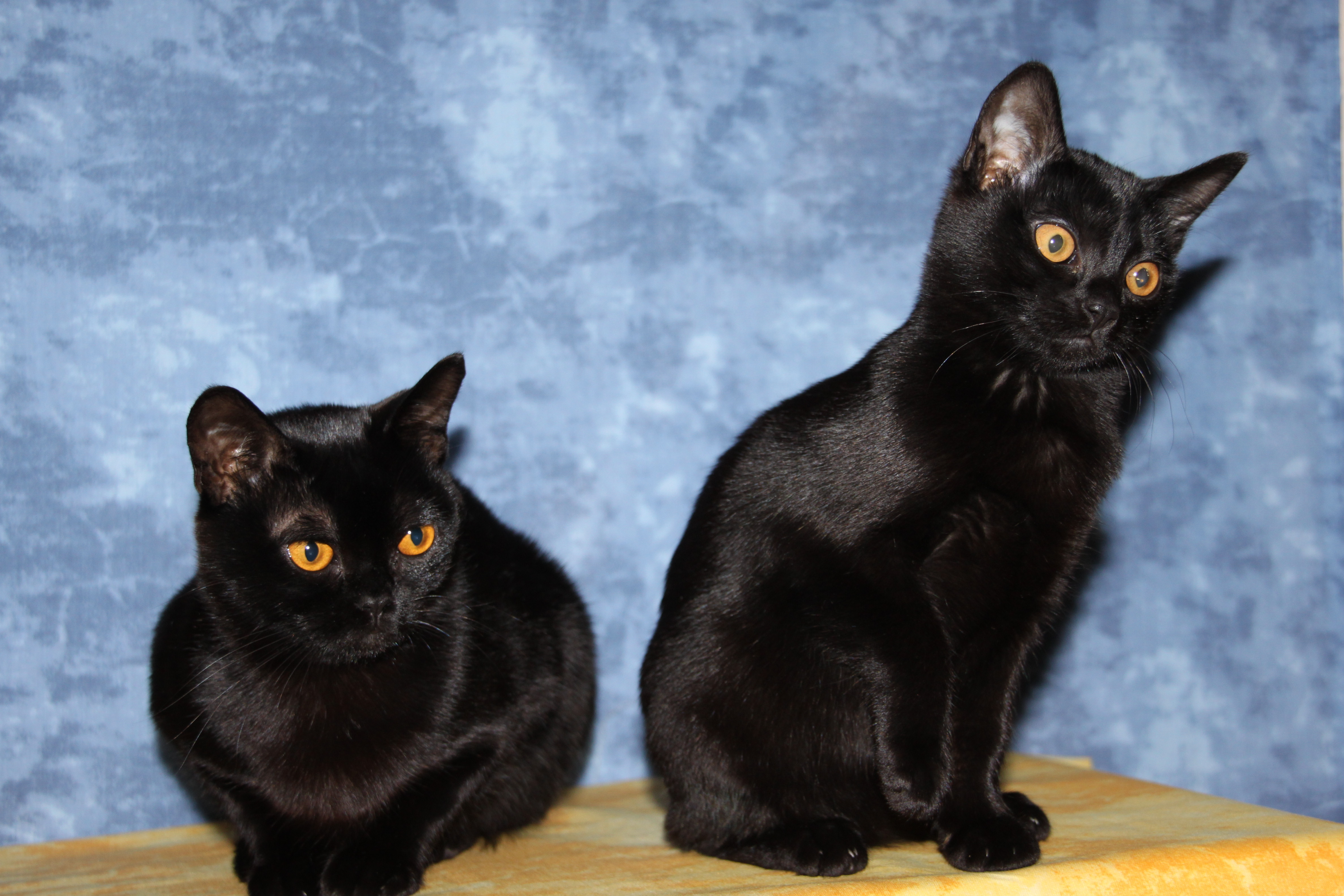
Két felnőtt Bombay macska

A Bombay közepes méretű, keleti típusú testfelépítéssel rendelkezik, amely izmos. Súlyuk 2,5—5 kg (5,5–11 font), a hímek általában nehezebbek, mint a nőstények.

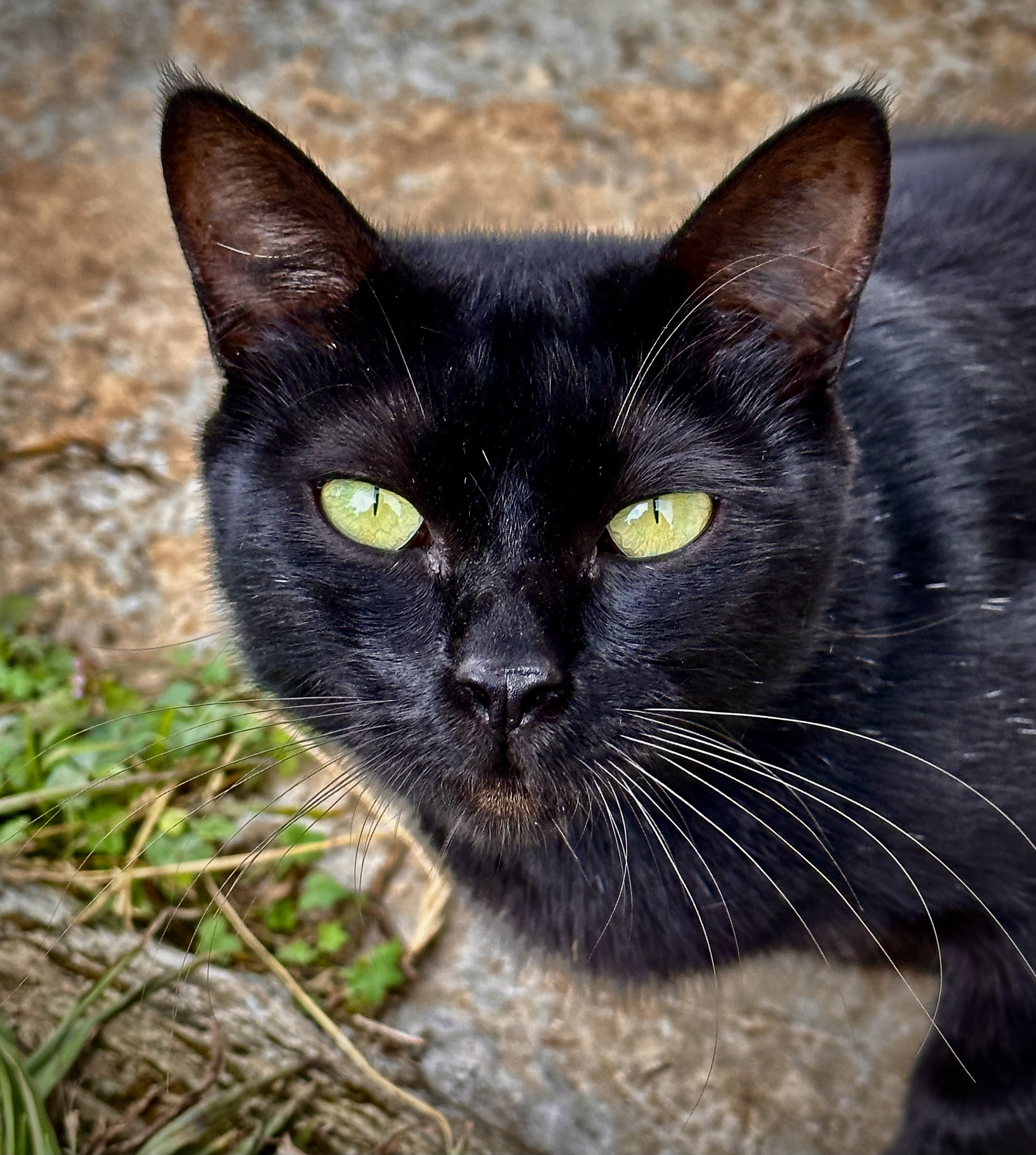
Bombay macska feje

## Fajta alapértelmezés
Test: Közepes méretű, kecses és megnyúlt keleti típusú test. Elegáns, közepes hosszúságú farok. 
Fej: Lekerekített fejek éles szögek nélkül, és rövidek. A forma sima. A fang rövid, az orr mérsékelt „stop”-ja látható (nem törés). A rövid orrú fejforma hasonló az amerikai típusú burmaihoz. A közepes méretű fülek szélesen állnak, egyenesek és lekerekítettek.
Szemek: A nagy, kerek szemek egymástól távol helyezkednek el, és mindig rézszínűek, de az élénk narancstól a meleg aranyig terjedhet. A zöld szem nem megszokott.
Szőrzet: Rövid, sűrű és fényes, a testhez simuló, lakkozott fényű. Csak teljesen tömör fekete színű szőrzetek megszokottak.
Súly: A nőstényeknél az átlag 2,5–3,5 kg (6–8 font).  A hímeknél az átlag 3,5–5 kg (8–11 font).

## Egészség
Egy egészséges Bombay átlagos élettartama 15 év, bár vannak hírek legalább húsz éves példányokról is. Lehetnek orr- és arcüregproblémáik, valamint ínygyulladásuk. Táplálkozásukat ellenőrizni kell a túletetés elkerülése érdekében.

## Vérmérséklet
A Bombay személyisége általában erősen szociális, erős családokhoz való kötődés jellemzi, és a figyelemvágy jellemzi. Fajtaként ezért kiválóan alkalmasak gyermekek számára.
A bombayi macskák boldogok és jól érzik magukat, mivel szigorúan benti macskák, és kényelmesen élhetnek egyszobás lakásban, mindaddig, amíg minden szükségletüket kielégítik. A csendes környezetet kedvelik.